# Angeliqa Devi
Angeliqa Devi es una actriz británica-canadiense de ascendencia bengalí conocida por aparecer en series de televisión como Succession y Those About to Die.

## Biografía y carrera
Nacida en Southport, Inglaterra, de padres bengalíes, de niña se trasladó con su familia a Saskatchewan, Canadá. Atraída por la interpretación desde muy joven, a los dieciséis años se marchó de casa para asistir al programa selectivo de arte dramático del Ottawa Canterbury High School de Ottawa. Sin embargo, al mismo tiempo, se ve profundamente influida por la película Schindler's List' de Steven Spielberg y sus complejos temas sobre la guerra y el genocidio. Posteriormente se matriculó en la Universidad de Toronto, cambiando de carrera, en un programa de licenciatura en Historia Moderna y en 2012 obtuvo el doctorado por el University College de Londres.
Ha impartido clases en centros de enseñanza superior, incluida la Universidad Americana de Roma. Tras explorar aspectos difíciles del comportamiento humano desde una perspectiva histórica decidió volver a su objetivo original: ser actriz.
En 2018, comenzó su formación con una serie de conocidos profesores de interpretación entre los que se encontraba el actor y profesor Vincent Riotta y, posteriormente, lanzó su carrera como actriz debutando en el teatro off de Roma en Macbeth (producción íntegramente femenina) dirigida por Douglas Dean interpretando a Duncan y Lady Macduff. Poco después, obtuvo su primer papel protagonista teatral y se subió al escenario como Miranda en la obra NSFW escrita por Lucy Kirkwood y dirigida por Daniel Roy Connelly. 
Desde entonces, ha desarrollado una actividad constante en cine y televisión, trabajando con directores galardonados como Mark Mylod (Succession), Oliver Hirschbeigel (Unwanted) y Liliana Cavani en su última película The Order of Time, estrenada fuera de concurso en el 80º Festival Internacional de Cine de Venecia. En esta ocasión, Cavani recibió el El León de Oro a la trayectoria profesional. Devi pasó gran parte del año 2023 rodando en los Estudios Cinecittà, para el director Roland Emmerich, el drama épico Imperio Romano Those About to Die, protagonizado por Sir Anthony Hopkins, cuyo estreno estaba previsto para 2024.